# Denervering
Denervering är en process som innebär att nervförsörjningen till en kroppsdel hindras. Denervering kan ske som en följd av sjukdom eller genom ett kirurgiskt ingrepp. Vid denervering skärs en eller flera nervtrådar av eller tas bort, eller så blockeras nervimpulserna på annat sätt.
Syftet med en denerveringsbehandling kan till exempel vara att ge bra och långvarig smärtlindring vid rygg- och nackskador.